# Йордекяну
Йордекяну (рум. Iordăcheanu) — село у повіті Прахова в Румунії. Адміністративний центр комуни Йордекяну.
Село розташоване на відстані 68 км на північ від Бухареста, 20 км на північний схід від Плоєшті, 146 км на захід від Галаца, 83 км на південний схід від Брашова.

## Населення
За даними перепису населення 2002 року у селі проживали 546 осіб, усі — румуни. Усі жителі села рідною мовою назвали румунську.